# Équipe d'Algérie de football A'
Maillots
L'équipe d'Algérie de football A' représente l'Algérie dans les compétitions de football contenant des joueurs locaux comme le Championnat d'Afrique des nations ou des matchs amicaux.
La FIFA comptabilise ses matchs en tant que matchs internationaux A et ne distingue pas l'équipe première de l'équipe A'.

## Histoire

### Championnats d'Afrique des nations 2009 & 2011
L'équipe d'Algérie A' (Local) démarre son histoire officielle le 2 mai 2008 à Alger, par un match nul face à l'équipe du Maroc A' (1-1) pour le compte des Qualifications au Championnat d'Afrique des nations de football 2009. Le match retour au Maroc, l’Algérie fait aussi match nul sur le score de 1-1, cependant l’Algérie échoue aux tirs au but et ne se qualifiera pas à la CHAN 2009.
Pour les éliminatoires du Championnat d'Afrique des nations de football 2011, l’Algérie affronte en barrage la Libye, les verts gagnent le match aller sur le score de 1-0, sur un but de Youcef Ghazali à la 48e minute. Au retour en Libye, l’Algérie perd 2-1. Le score cumulé sur l'ensemble des deux matchs est de 2-2, mais avec le but marqué à l'extérieur, l’Algérie prend l’avantage est se qualifie pour la première fois de son histoire à un Championnat d'Afrique des nations.
Pour cette CHAN 2011, l’Algérie commence son premier match de groupe par une victoire face à l'Ouganda, sur le score de 2-0, avec un but de Abdelmoumene Djabou à la 18e minutes et Hillal Soudani à la 62e minutes. Le match suivant les verts réaliseront un match nul face au Gabon (2-2) avec un doublet de Soudani. le dernier match du groupe l’Algérie réalise encore un match nul face Soudan avec un score de 0-0. En quarts de finale, l’Algérie bat l'Afrique du Sud, 2-0 avec un but de Adel Maïza à la 44e minute et de Hocine Metref à la 92e minute. En demi-finale, l’Algérie s'incline aux tirs au but face à la Tunisie, future championne du tournoi. Concernant le match de la troisième place, l’Algérie perd 1-0 contre le Soudan, et termine quatrième du tournoi.

### Traversée du désert 2012 à 2020
L’Algérie ne participera plus au Championnat d'Afrique des nations, entre 2014 et 2020. Concernant le CHAN 2014, la Fédération algérienne de football a retiré son équipe des éliminatoires du CHAN 2014 pour manque d’équipe compétitive. Pour les qualifications du CHAN 2016, l’Algérie refuse de jouer son match en Libye en raison de l’insécurité régnant dans le pays, à la suite de cela l’Algérie se voit disqualifiée de cette édition en Afrique du Sud. Pour cette année 2018, l’Algérie participera de nouveau aux éliminatoires pour la CHAN 2018, les verts perd le match aller a domicile contre la Libye sur le score de 1-2 et réaliseront un match nul au retour en Tunisie sur le score de 1-1, par conséquent l’Algérie est éliminée de ces éliminatoires. Concernant les qualifications du Championnat d'Afrique des nations de football 2020, l’Algérie affronte le Maroc, champion en titre de l’édition de 2018, au match aller l'Algérie fait match nul sur le score de 0-0, mais au retour au Maroc, l'Algérie perd le match 3-0 et pour la deuxième fois d'affilée est éliminée aux éliminatoires du CHAN.

## Résultats de l'équipe d'Algérie

### Palmarès
| Compétitions Africaine                                         |
| -------------------------------------------------------------- |
| - Championnat d'Afrique des nations : - 4e : 2011. - : 2022. · |

## Résultats

### Parcours enChampionnat d'Afrique
| Championnat d'Afrique des nations de football | Championnat d'Afrique des nations de football | Championnat d'Afrique des nations de football | Championnat d'Afrique des nations de football | Championnat d'Afrique des nations de football | Championnat d'Afrique des nations de football | Championnat d'Afrique des nations de football | Championnat d'Afrique des nations de football | Championnat d'Afrique des nations de football |
| Année                                         | Tour                                          | Position                                      | J                                             | G                                             | N                                             | P                                             | Bp                                            | Bc                                            |
| --------------------------------------------- | --------------------------------------------- | --------------------------------------------- | --------------------------------------------- | --------------------------------------------- | --------------------------------------------- | --------------------------------------------- | --------------------------------------------- | --------------------------------------------- |
| 2009                                          | Tour préliminaire                             | -                                             | -                                             | -                                             | -                                             | -                                             | -                                             | -                                             |
| 2011                                          | Quatrième                                     | 4                                             | 6                                             | 2                                             | 3                                             | 1                                             | 7                                             | 4                                             |
| 2014                                          | Non inscrit                                   | -                                             | -                                             | -                                             | -                                             | -                                             | -                                             | -                                             |
| 2016                                          | Disqualifié                                   | -                                             | -                                             | -                                             | -                                             | -                                             | -                                             | -                                             |
| 2018                                          | Tour préliminaire                             | -                                             | -                                             | -                                             | -                                             | -                                             | -                                             | -                                             |
| 2020                                          | Tour préliminaire                             | -                                             | -                                             | -                                             | -                                             | -                                             | -                                             | -                                             |
| 2022                                          | Finaliste                                     | 2                                             | 6                                             | 5                                             | 1                                             | 0                                             | 9                                             | 0                                             |
| 2024                                          | -                                             | -                                             | 5                                             | 1                                             | 3                                             | 0                                             | 5                                             | 2                                             |
| Total                                         | 2/7                                           | Finaliste                                     | 17                                            | 8                                             | 7                                             | 1                                             | 21                                            | 6                                             |

## Sélectionneurs
| Période          | Nom                | Résultats |
| ---------------- | ------------------ | --------- |
| 2008             | Mustapha Heddane   | 0–2–0     |
| 2009–2011        | Abdelhak Benchikha | 6–3–1     |
| 2010             | Mohamed Chaïb      | 1–1–0     |
| 2011–2012        | Ali Fergani        | 2–0–1     |
| 2017             | Lucas Alcaraz      | 0–1–1     |
| 2017–2018        | Rabah Madjer       | 1–0–1     |
| 2019             | Ludovic Batelli    | 0–1–1     |
| 2020–2023, 2024- | Madjid Bougherra   | 26–12–2   |

## Effectif actuel

### Appelés récemment
Les joueurs suivants ne font pas partie du dernier groupe appelé mais ont été retenus en équipe nationale lors des 12 derniers mois.
Les joueurs qui comportent le signe , sont blessés au moment de la dernière convocation, et qui comportent le signe RET sont retraités.
| Pos. | Nom                  | Date de Naissance | Sél. | Buts | Club           | Dernier appel          |
| ---- | -------------------- | ----------------- | ---- | ---- | -------------- | ---------------------- |
| A    | Redouane Berkane     | 7 juillet 2003    | 3    | 0    | JS Kabylie     | vs Rwanda, 9 juin 2025 |
| A    | Kouceila Boualia     | 14 mars 2001      | 3    | 0    | JS Kabylie     | vs Rwanda, 9 juin 2025 |
| A    | Mounder Temine       | 15 septembre 2001 | 1    | 0    | CS Constantine | vs Rwanda, 9 juin 2025 |
| A    | Adil Boulbina        | 2 mai 2003        | 6    | 3    | Paradou AC     | vs Rwanda, 9 juin 2025 |
| M    | Abderaouf Benguit    | 5 avril 1996      | 3    | 0    | CR Belouizdad  | vs Rwanda, 9 juin 2025 |
| D    | Houari Baouche       | 24 décembre 1995  | 6    | 0    | CS Constantine | vs Rwanda, 9 juin 2025 |
| G    | Oussama Benbot       | 11 octobre 1994   | 7    | 0    | USM Alger      | vs Gambie, 9 mai 2025  |
| M    | Brahim Dib           | 6 juillet 1993    | 0    | 0    | CS Constantine | vs Gambie, 9 mai 2025  |
| D    | Mohamed Amine Madani | 20 mars 1993      | 4    | 0    | JS Kabylie     | vs Gambie, 9 mai 2025  |
| D    | Houcine Benayada     | 8 août 1992       | 5    | 0    | CR Belouizdad  | vs Gambie, 9 mai 2025  |
| D    | Chouaïb Keddad       | 25 juillet 1994   | 19   | 1    | CR Belouizdad  | vs Gambie, 9 mai 2025  |
| M    | Larbi Tabti          | 23 avril 1993     | 0    | 0    | MC Alger       | vs Gambie, 9 mai 2025  |